# Manaos – Die Sklaventreiber vom Amazonas
Manaos – Die Sklaventreiber vom Amazonas (Originaltitel: Manaos, Alternativtitel: Sklaven der Hölle, auch Hundert Tage bis Manaos) ist ein spanisch-italienisch-mexikanischer Abenteuerfilm aus dem Jahr 1978. Regie führte Alberto Vázquez-Figueroa, der gemeinsam mit Juan Antonio Porto und Carlos Vasallo auch das Drehbuch schrieb.
Die deutsche Erstaufführung war am 20. März 1981. Der Film lief am 22. Mai 1982 unter dem Namen Hundert Tage bis Manaos im Fernsehen der DDR.

## Handlung
Anfang des 20. Jahrhunderts im brasilianischen Amazonasgebiet. Mächtige Kautschukfarmer bangen um ihr Monopol auf die ertragreiche Ware und versuchen mit allen Mitteln, den Export von Samen ins Ausland zu unterbinden.
Claudia wird während ihrer Hochzeitsreise von dem gewalttätigen skrupellosen Kautschukproduzenten Don Sierra überfallen. Ihr Ehemann, ein ehemaliger Plantagenbesitzer, wird dabei brutal ermordet, während sie vom „Herr der Plantagen“ gedemütigt, vergewaltigt und mitsamt anderen Frauen als willenloses Lustobjekt zu den Arbeitern der Kautschukplantagen bei Manaus gebracht wird. Hier arbeiten unter unwürdigen, nahezu sklavenartigen Bedingungen Indios wie auch Weiße unter der Knechtschaft grausamer Farmer. Mit Hilfe der erbeuteten Frauen versucht man jene Männer zu mehr Leistung zu bewegen, was scheinbar auch funktioniert.
Auf einer solchen Plantage im brasilianischen Regenwald, in der Gewalt, Folter und Mord an der Tagesordnung stehen, arbeiten unter anderem zwei wie Sklaven gehaltene weiße Arbeiter – Arquimedes und Howard. Gemeinsam planen die beiden eine beschwerliche Flucht, der sich neben dem Eingeborenen Ramiro auch Claudia, die mehrfach missbrauchte Frau, anschließen soll. Der Plan geht auf und ihre mehrtägige Flucht durch den Dschungel mit Ramiro als Führer beginnt. Ihr Ziel: Napo, ein Nebenfluss des Amazonas im 700 Meilen entfernten Ecuador.
Verfolgt wird das nur spärlich ausgestattete Quartett, auf deren Ergreifung bald ein Kopfgeld ausgesetzt wird, von den Häschern Don Sierras. Die Flüchtenden schlagen sich tapfer und durchstreifen trotz vieler Gefahren den Urwald, bis sie nach fünf Monaten an die Grenze Ecuadors gelangen, wo es zu einem bewaffneten Konflikt mit Grenzsoldaten kommt, in deren Folge Ramiro niedergeschossen und getötet wird. Entgegen ihrer ursprünglichen Absicht, Brasilien zu verlassen, kehren sie erneut in die Kautschukplantagen zurück und organisieren mit Waffengewalt einen Aufstand unter den gequälten Sklaven. Die Zahl der Gesinnungsgenossen steigt sprunghaft und es gelingt der aufgebrachten Schar, einen der größten Farmer zu töten.
Am Ende des Films überfallen Arquimedes und Howard Don Sierra, zwischenzeitlich lassen sie Claudia bei einer befreundeten Dame der Gesellschaft zurück. In einem blutigen Kampf, dem Howard zum Opfer fällt, gelingt es schließlich dem verbliebenen Arquimedes, seinen ehemaligen Peiniger mitsamt einer größeren Ladung an Kautschuksamen, die er heimlich außer Landes schmuggeln wollte, zu töten.

## Wissenswertes
Der Film basiert auf dem Roman „Manaos“ des spanischen Schriftstellers Alberto Vázquez-Figueroa.

## Kritiken
„Rohe Kolportage mit grober Schwarz-weiß-Zeichnung der Figuren.“